# (347940) Jorgezuluaga
(347940) Jorgezuluaga es un asteroide del cinturón principal, descubierto el 30 de marzo de 2003 por los astrónomos Ignacio Ferrín y Carlos Alberto Leal en el Observatorio Astronómico Nacional de Llano del Hato, ubicado en la Cordillera de Mérida, Venezuela.
Su nombre es en honor a Jorge Zuluaga (n. 1975) es investigador, educador y divulgador de la astronomía. Ha realizado importantes aportes en el campo de los exoplanetas, ha creado el primer programa de pregrado en astronomía en Colombia, en la Universidad de Antioquia, y ha impartido amplias charlas y cursos orientados al público
Posee una excentricidad de 0,2859396472236213 y un inclinación de 18,9075900620947°.